# Nick Fury
Oberst Nicholas Joseph "Nick" Fury Sr. er en fiktiv helt fra 2. verdenskrig og senere superspion i Marvel Comics. Han blev skabt af tegner Jack Kirby og manusforfatter og tegneserieskaber Stan Lee. Fury blev først introduceret i tegneserien Sgt. Fury and his Howling Commandos, i maj 1963. Det var en krigsserie med oberst Fury som leder af en enhed fra U.S. Army. Furys kendetegn er en lap over venstre øje og gerne en cigar i mundvigen.
I senere historier blev Fury fremstillet som CIA-agent, spion og leder for et føderalt bureau med navnet S.H.I.E.L.D.. Det bliver senere bekendt at han tager en speciel medicin kaldet Infinity Formula som stopper aldring og tillader at han er frisk og aktiv til trods for sin alder.
Nick Fury optræder i en række Marvel historier, både tegneserier, animationsfilm og spillefilm, og er kendt for at være personen bag oprettelse af superheltegruppen Avengers. Gruppen satte sammen superheltene Thor, Captain America, Iron Man og af og til Hulk, sammen med en række andre superhelte. I 1998 havde David Hasselhoff rollen som Fury i tv-filmen Nick Fury: Agent of S.H.I.E.L.D.. I 2008 er det Samuel L. Jackson som har rollen i filmen Iron Man. Han dukker op igen i filmene Iron Man 2, Thor, Captain America: The First Avenger, og The Avengers. Dette er de første film i en række på 9 planlagte film hvor Jackson skal spille Fury. I versionen præsenteret i Ultimate Marvel er tegningerne af Fury baseret på Samuel L. Jackson's udseende, i god tid før Jackson fik filmrollen.